# حنان شوقي
حنان شوقي (16 مارس 1967 -)، ممثلة مصرية.

## عن حياتها
ولدت في القاهرة، عملت في برامج الأطفال بالإذاعة والتلفزيون وهي لا تزال طفلة، حيث عملت مع أبلة فضيلة التي أخذتها من مدرستها «مدرسة الشيخ خالد الابتدائية» في شبرا. كان أول عمل تمثيلي لها بعام 1984 خلال فيلم «بيت القاصرات». وهي خريجة «المعهد العالي للفنون المسرحية» دفعة عام 1990.

## أعمالها[3]

### مسلسلات
| - عيلة صالح:2017 - ليالي الحلمية (الجزء السادس) :2016 - قمر زينهم السماحي - بيت الباشا:2010 - بدرية - عقدة ماما عزيزة:2007 - هو جرى ايه:2006 - حكاية بندق:2005 - قيود بلا قضبان:2004 - الناس في كفر عسكر:2003 - شوق - الوجه الغامض:2001 - الوهم و الخديعة:2000 - جواهر - أستاذي الجليل رفقا بنا:2000 - الصورة:2000 | - اللعبة:1999 - الحنين إلى الماضي:1999 - مذكرات ضرة:1999 - أبناء تحت الشمس:1999 - الخديعة:1999 - هو وغيره:1999 - طيور النورس:1998 - يوم عسل يوم بصل:1998 - مها - ومنين أجيب ناس:1998 - شيء غير الحب:1998 - الماضي يعود الآن:1997 - لعبة القرية:1997 | - عدل الأيام:1996 - لن أمشي طريق الأمس:1995 - هبة راشد النعمان - يا مولاي كما خلقتني:1995 - شقة الحرية:1995 - قلب الأسد:1993 - داليا - الوقف:1992 - البخيل وأنا:1991 - فردوس - شارع المواردي (ج1، 2):1990، 1995 - عايدة أبو حجر - دقات الساعة:1990 - لؤلؤ وأصداف:1989 - ليالي الحلمية (ج2 إلي 5):1989، 1990، 1992، 1995- قمر زينهم السماحي - مولود في الوقت الضائع:1989 | - بنات الأصول:1988 - هذا الرجل:1987 - إشراقة القمر:1987 - الساقية تدور:1987 - فريدة نصحي - مع مرتبة الشرف:1987 - وكسبنا القضية - 1986 - بيت الجمالية - الورطة اللذيذة - أجنحة الشمس - من سيرة بني هلال عزيزة ويونس :- ريا - اسطبل عنتر - عطشان يا صبايا |

- الساقية تدور (فريدة)

### في الإذاعة
- 2019: مسلسل عين الحياة.

### من الأفلام
| - أبو خطوة:1998 - الغجر:1996 - صمت الخرفان:1995 - هدى - البحر بيضحك ليه:1995 - زيزي - يا تحب يا تقب:1994 - ناهد - قدارة:1994 - منى - انغام الغريب:1994 - نوال - درب العوالم:1994 - جملات - الشرسة:1993 - الإرهابي:1993 - فاتن - الرصيف:1993 - مانغا | - شياطين الشرطة:1992 - سمية - دماء على الأسفلت:1992 - ولاء نور الحسن - ليالي الصبر:1992 - عبير - سفاح في مدرسة المراهقات:1992 - روضة - الحب في طابا:1992 - أماني - زمن الجدعان:1991 - هناء - المطلقات والذئاب:1991 - رشا - إلا أمي:1991 - ليلى - المواطن مصري:1991 - مراهقون ومراهقات:1991 - رجل في ورطة:1991 | - موعد مع الرئيس:1990 - نوال - أيام الماء والملح:1990 - قمر - 3 تحت المراقبة:1990 - شباب تحت المراقبة:1990 - لن اعيش في حلمك:1990 - ثلاثة على واحد:1990 - نهى سكرتيرة سعيد - البيضة والحجر:1990 - الوحوش الصغيرة:1989 - ميساء - غلطة في صورة:1989 - فوازير - صائد الأحلام:1988 - خيرية - إمبراطورية الجيارة:1988 - فتحية - شباب لكل الأجيال:1988 - صفاء عبد المنعم | - هروب الأوغاد:1988 - عبلة شامل عبد الله - رجل ضد القانون:1988 - أميرة - الناس والشوارع:1986 - نهى - الاختلاط ممنوع:1986 - الحلال والحرام:1985 - منى - بيت القاصرات:1984 - الفتاة في الشارع - الجمالية:1980- د. صباح - اللص المحترم:-المهندسة سوسن - مربط الفرس: - مخ المرحوم:جملات |

### من المسرحيات
| - النمر:2007 - العصمة في إيد حماتي:2000 - نادية - دستور يا أسيادنا:1995 - بعد استبعاد نيرمين الفقي - نشنت يا ناصح:1995 - العسكري الأخضر:1993 - ياسمين | - المنولوجست:1993 - ليلى والعملاق:1992 - ليلى - المشاغبون في المستشفى:1992 - الحرامية أهم:1991 - فارس وبني خيبان:1987 | - افتح المحضر:1986 - رحلة لذيذة - مقالب حيران - أهلا بكم في السجن - اللي عايزني يجيني | - الهاربان - فلاح فوق الشجرة - الهاربان |

### سهرة تليفزيونية
| - السطو بالذاكرة:2002 - زهرة عباد الشمس:1998 - الممثل - نعمات هانم - الضوء الاخضر | - دليل اثبات - عفوا أيها الماضي - وتمضي الأحزان - لن أعود إليها - لحظة شك | - همس الكناريا - برج الأسد - الزائرون غاضبون - دنيا وفيها العجب - زمن الحنين |

### أخرى
- برنامج : مساء الفن 2016
- فيلم قصير :تهديد:1999
- مسلسل اذاعي: عيلة البرنس:1998
- برنامج: الليلة مع هالة سرحان 1997
- فوازير: عجايب صندوق الدنيا:1991 - ضيفة شرف
- فيلم قصير :نجع العجايب:1988

## وصلات خارجية
- حنان شوقي على موقع الدهليز
- حنان شوقي على موقع قاعدة بيانات الأفلام العربية
- حنان شوقي في حوار جرئ: اعتكفت لمد عامين لإعادة حساباتي والبحث عن نفسي، جريدة البشاير